# Upplands runinskrifter 1072
Upplands runinskrifter 1072 är en runsten uppställd i Bälinge kyrka. Stenen är i röd sandsten och har huggits om och använts som ligghäll över en grav i kyrkan, varvid inskriften skadats kraftigt. Stenen påträffades när man schaktade för ett pannrum 1936. Flyttad 1939.

## Inskriften
Translitterering av runraden:
þorka- ' -(u)- ' -(u)--- ' (b)(r)(a)n(t)(r) ' ---... n-...- ' ... ' ybir ' risti
Normalisering till runsvenska:
Þorke[ll] o[k] ... Brandr ... ... ... Øpiʀ risti.
Översättning till nusvenska:
... Torkel ... och Brandr... Öpir ristade.